# Dei cani
Dei cani è il terzo album in studio dei Non voglio che Clara, pubblicato nel 2010 dalla etichetta discografica Sleeping star.
L'album è stato prodotto da Fabio De Min cantante del gruppo e da Giulio Ragno Favero (dei One Dimensional Man e Il Teatro degli Orrori), tranne Le guerre prodotta da De Min, Favero e Attilio Bruzzone. I testi sono tutti stati scritti da De Min e le musiche dal gruppo. Alla fine del tour promozionale dell'album è stato pubblicato il video del brano L'inconsolabile, per la regia di Fabrizio Toigo.

## Il titolo
Dei cani è un richiamo alla figura ricorrente del cane nella poesia di Majakovskij, ed oltretutto gli undici brani equivalgono a un racconto scomposto di una terribile stagione.

## Brani
1. La mareggiata del '66 – 2:28
2. Il tuo carattere e il mio – 3:46
3. Le guerre – 3:40
4. Gli anni dell'università – 4:22
5. Gli amori di gioventù – 3:27
6. L'inconsolabile – 2:15
7. L'estate – 3:21
8. Il dramma della gelosia – 3:50
9. L'amore ai tempi del kerosene – 3:24
10. Secoli – 2:50
11. La stagione buona – 4:58

## Formazione
- Fabio De Min – voce, pianoforte, chitarra acustica
- Matteo Visgalli – basso elettrico
- Igor De Paoli – batteria
- Stefano Scariot – chitarra elettrica, chitarra acustica
- Marcello Batelli – chitarra

Altri musicisti
- Mia Julia Schettini – voce in L'inconsolabile
- Diana Tejera – voce in L'estate
- I port-royal – Suonano in Le guerre
- Matteo D'Inca – batteria in L'inconsolabile e Il tuo carattere e il mio
- Giulio Ragno Favero – Computer in Il tuo carattere e il mio. sintetizzatore in Gli anni dell'università e L'amore al tempo del kerosene
- Sabrina Ragazzo – voce in Gli anni dell'università
- Nicola Manzan – violino in L'amore al tempo del kerosene, L'estate, e Secoli
- Angelo Santisi – violoncello in L'amore al tempo del kerosene, L'estate, e La stagione buona
- Andrea Tombesi – contrabbasso in La stagione buona
- Gabriele Soppelsa – clarinetto in La stagione buona
- Enrica Balzan – voce in Le guerre e Il dramma della gelosia